# Гофман, Кароль Боромеуш
Кароль Боромеуш Александр Гофман (пол. Karol Boromeusz Aleksander Hoffman, 1798, с. Верухув недалеко от Варшавы (теперь Западноваршавский повят, Мазовецкое воеводство, Польша) — 6 июля 1875, Блазевиц близ Дрездена) — польский писатель, историк, публицист, юрист и издатель. Член-корреспондент Академии знаний (с 1873).
Почëтный член Познанского общества друзей наук (1869—1875).

## Биография
С 1828 работал юрисконсультом-советником Польского банка, в 1830 входил в его руководящий состав в качестве одного из директоров.
В 1828—1830 издавал в Варшаве правовой журнал «Thimes Polska».
В 1829 женился на Клементине Танской, польской писательнице.
Участник польского ноябрьского восстания (1830), после подавления которого вместе с женой в 1831 эмигрировал, жил в Дрездене, затем в Париже.
В эмиграции в Париже принадлежал к партии Адама Ежи Чарторыйского.
В 1837—1839 — редактировал газету «Хроника польской эмиграции».
В 1848 переехал в Дрезден. Был членом Комитета польской эмиграции.
С 1873 — член-корреспондент Академии знаний в Кракове.

## Творчество
Автор трудов о ноябрьском восстании 1830 года в Польше, ценного сборника материалов о Великой эмиграции — «Vademecum polskie» (1839).
Противник польских демократическо-республиканских течений.

## Избранная библиография
- Великая неделя поляков (1830),
- Четыре восстания (1837),
- История политических реформ в старой Польше (1867, 1869),
- Король-изгнанник (о Станиславе Лещинском, 1854, II изд. 1861),
- О западном панславизме (1868),
- Взгляд на политическое положение Польского королевства с 1815 до 1830,
- Об управлении публичными финансами в старой Польше,
- Картина управления и правоведения в старой Польше,
- Падение дома Собеских,
- Причины раздела польской монархии после Болеслава Кривоустого и др.